# Simon Monceau
Pour les articles homonymes, voir Monceau.
 (mars 2013).
Si vous disposez d'ouvrages ou d'articles de référence ou si vous connaissez des sites web de qualité traitant du thème abordé ici, merci de compléter l'article en donnant les références utiles à sa vérifiabilité et en les liant à la section « Notes et références ».
Simon Monceau est un journaliste et animateur français né le 12 avril 1944.

## Biographie
D'abord journaliste (ainsi reporter de RTL pour l'arrivée des chars soviétiques à Prague en 1968), puis producteur et animateur de L'Oreille en coin sur France Inter, il coanima, entre autres, dans les années 1970 l'émission Jeune, jolie mais seule avec François Jouffa. Directeur des programmes de Radio Monte-Carlo dans les années 1980, il fut ensuite responsable de diverses chaînes thématiques au sein du Groupe AB.
Il fait son retour à la télévision à partir de 2002 sur les chaînes NT1, RTL9 et AB3, où il anime le talk-show Ça va se savoir.
Les propos introductifs de Simon Monceau à chaque numéro ont régulièrement fait l'objet de parodies et de citations par Jean-Luc Lemoine dans l'émission de Laurent Ruquier On n'est pas couché. Sur Youtube.com, on peut maintenant revoir des best of de Ça va se savoir. 
Il a aussi écrit de nombreuses chansons pour Nicole Rieu dont La goutte d'eau en 1979 (qui remporta le Grand Prix de la chanson de l'Hexagone d'or au Midem, en 1980), J'suis frustrée (musique de Jannick Top), Je n'ai pas pris son nom (musique de Nicole Rieu) et Journal (musique de Serge Sala). Pour elle, il produit aussi l'album Zut, paru en 1981.
Il est marié à Catherine Morisse - Lajeunesse, juriste et productrice de films, fille ainée de Lucien Morisse qui fut le directeur historique des programmes d'Europe N°1 (1955-1970) et le créateur du label Disc'AZ.

## Filmographie
- 1999 : Ma petite entreprise de Pierre Jolivet - le contrôleur de l'URSSAF
- 2000 : Les Misérables (mini-série) - Le policier Chabouillet
- 2002 : Ça va se savoir ! - Présentateur